# Babina holsti
Babina holsti es una especie de anfibio anuro de la familia Ranidae.

## Distribución geográfica
Esta especie es endémica de las islas Ryukyu en Japón. Se encuentra:
- en el norte de la isla de Okinawa, Hontō, en el archipiélago de Okinawa;
- en la isla de Tokashiki-jima en el archipiélago de Kerama.[3]

## Etimología
Esta especie lleva el nombre en honor a P. Aug. Holst.

## Publicación original
- Boulenger, 1892 : Descriptions of new reptiles and batrachians from the Loo Choo Islands. Annals and Magazine of Natural History, sér. 6, vol. 10, p. 302-304[4]